# Martinikerk
Pour l’article homonyme, voir Martinikerk de Venlo.
La Martinikerk (l'église de Martin) est la plus vieille église de la ville de Groningue, aux Pays-Bas. L'église et son clocher, la Martinitoren, sont dédiés à saint Martin de Tours, saint patron de l'archidiocèse d'Utrecht, auquel a appartenu Groningue.
L'église contient des éléments de plusieurs périodes. La première tour, construite au XIIIe siècle, a été détruite par la foudre au XVe siècle. Une nouvelle tour a été construite mais elle a également été victime de la foudre quelques années plus tard. La tour actuelle, la troisième, a été érigée entre 1469 et 1482. La plupart des fresques ont été bien conservées. L'orgue contient des éléments datant de 1450.
Cette église a été la cathédrale de l'évêché de Groningue de 1559 à 1594. Les Groninguois l'appellent familièrement d'Olle Grieze (la vieille grise).

## Galerie

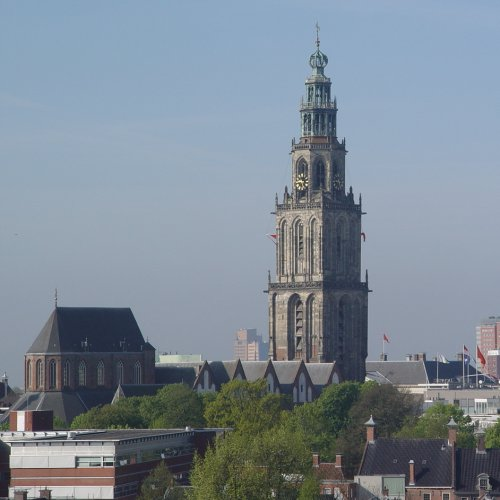
La Martinikerk
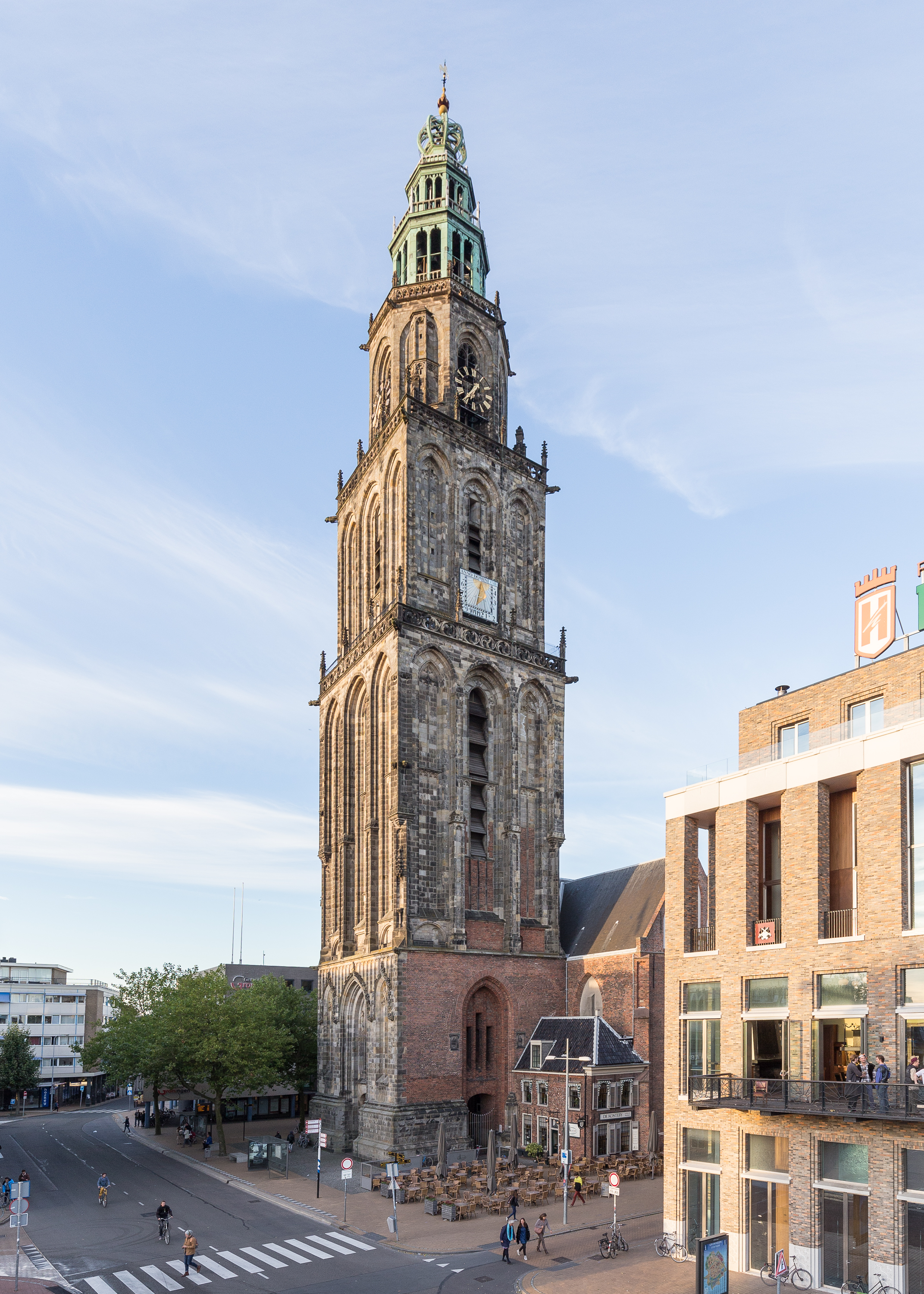
Martinikerk Groningen
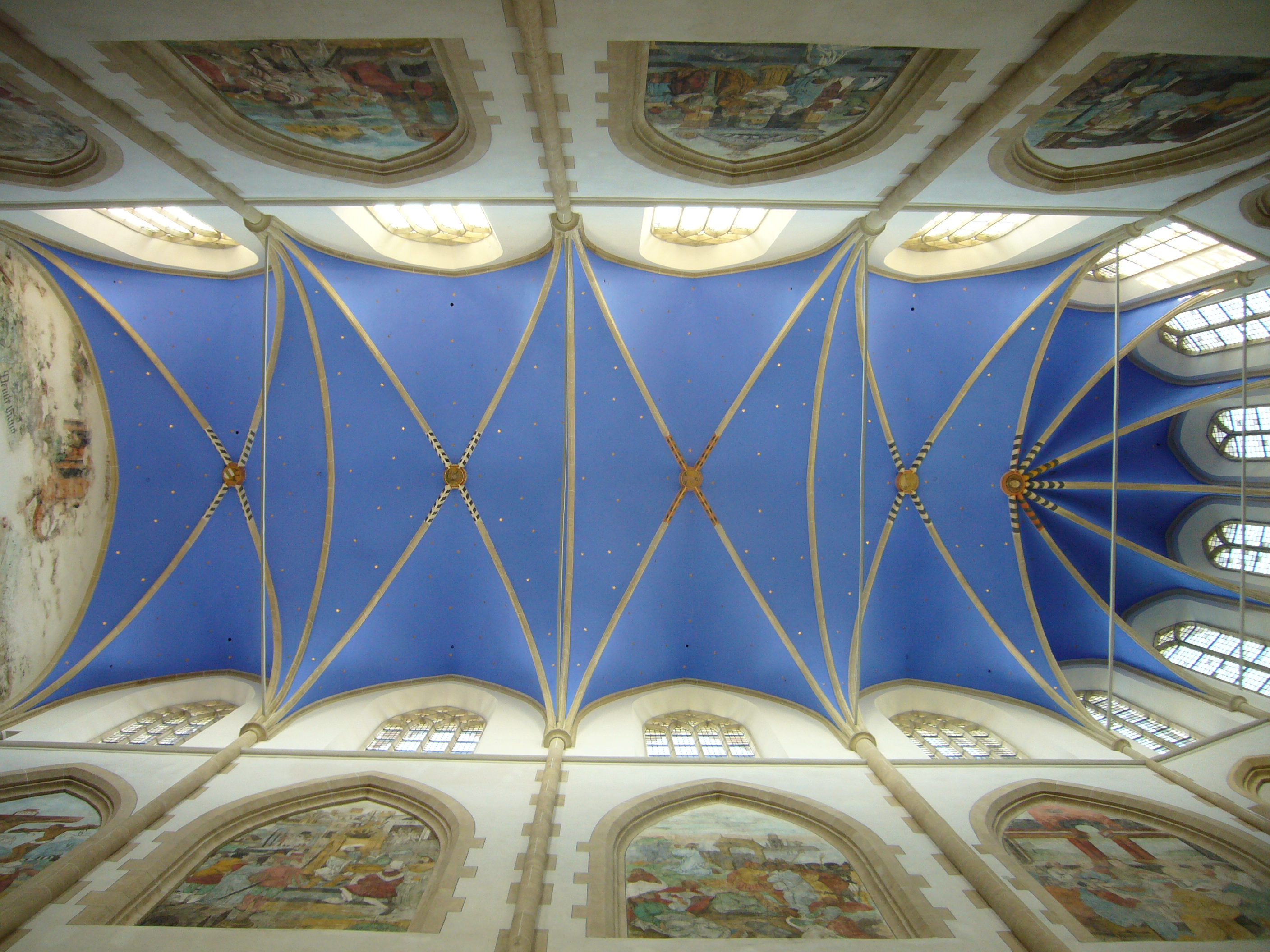
Dôme du chœur de la Martinikerk
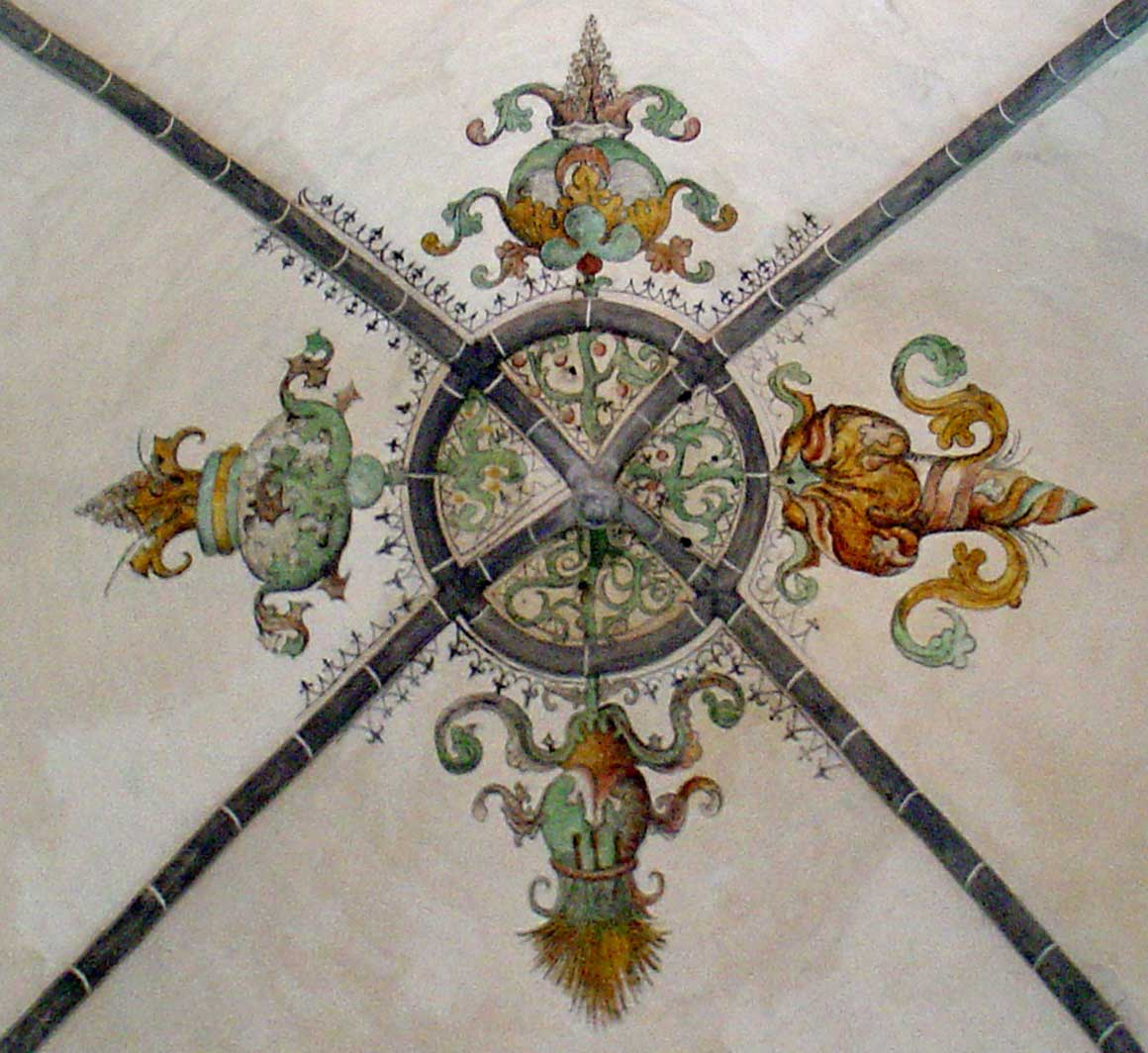
Fresque du dôme
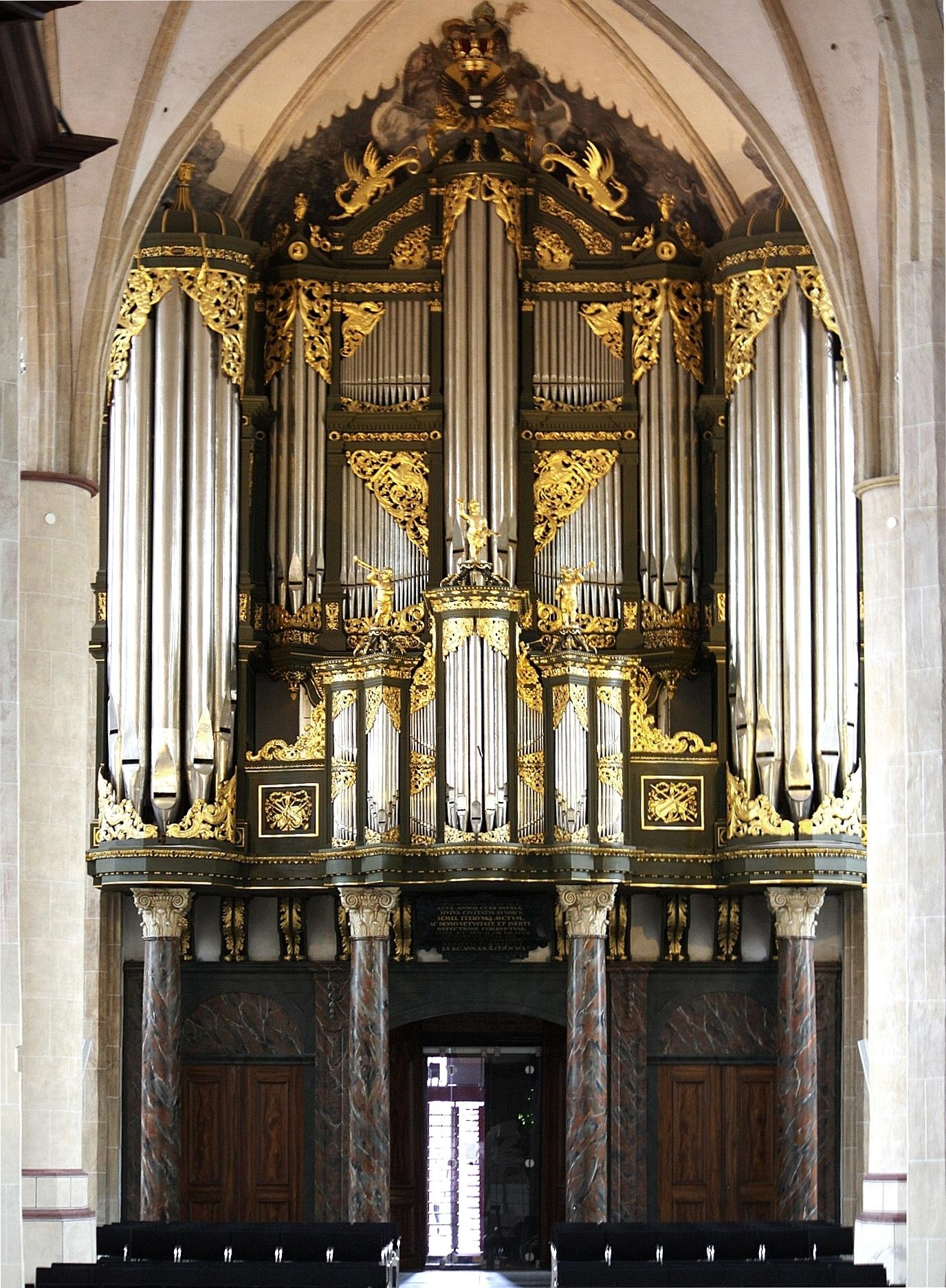
Orgue
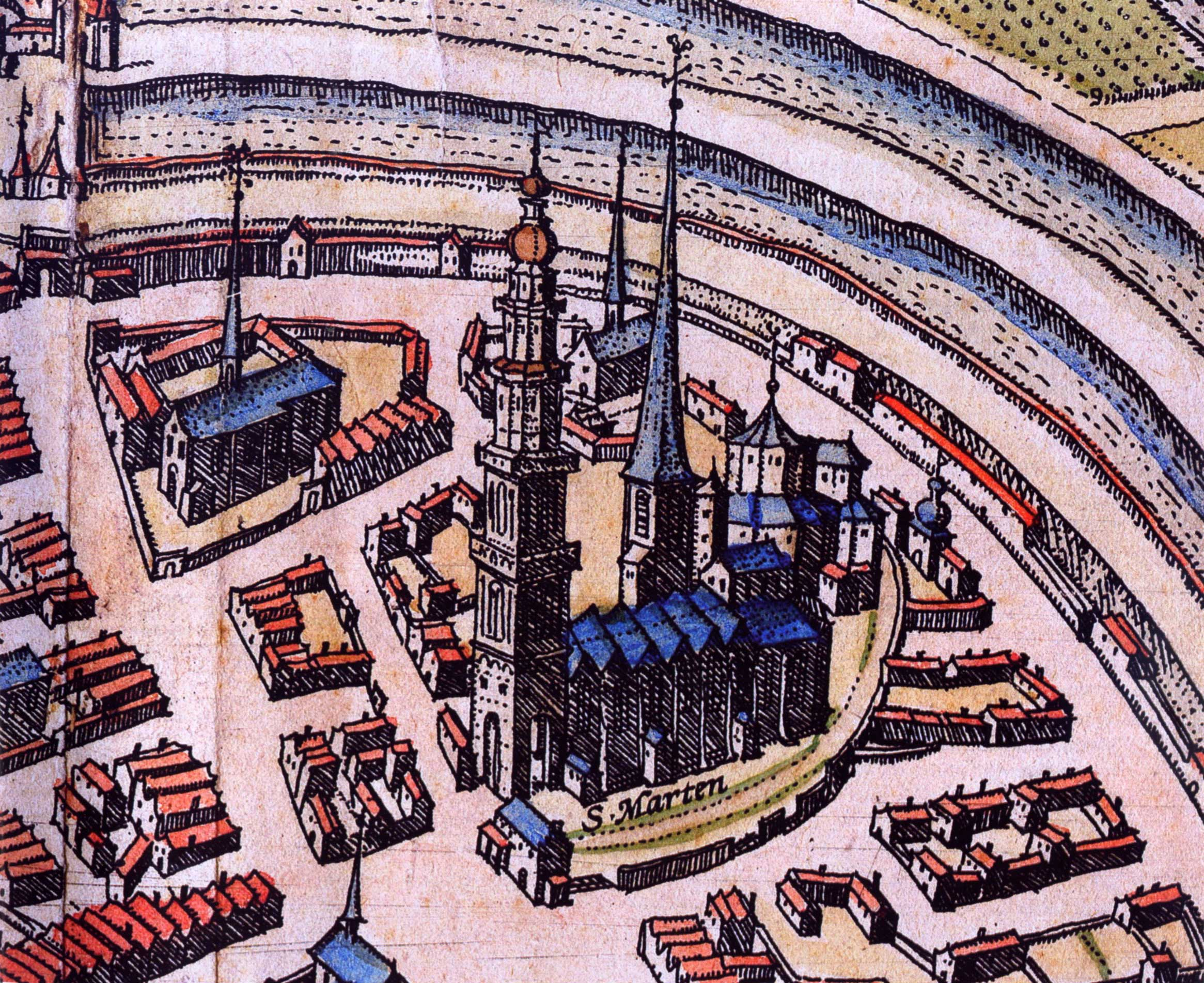
Martinikerk Atlas de Georg Braun et Frans Hogenberg, 1575
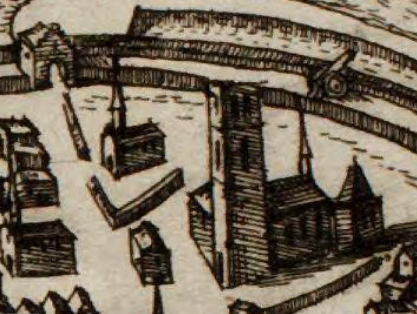
Martinikerk 1594
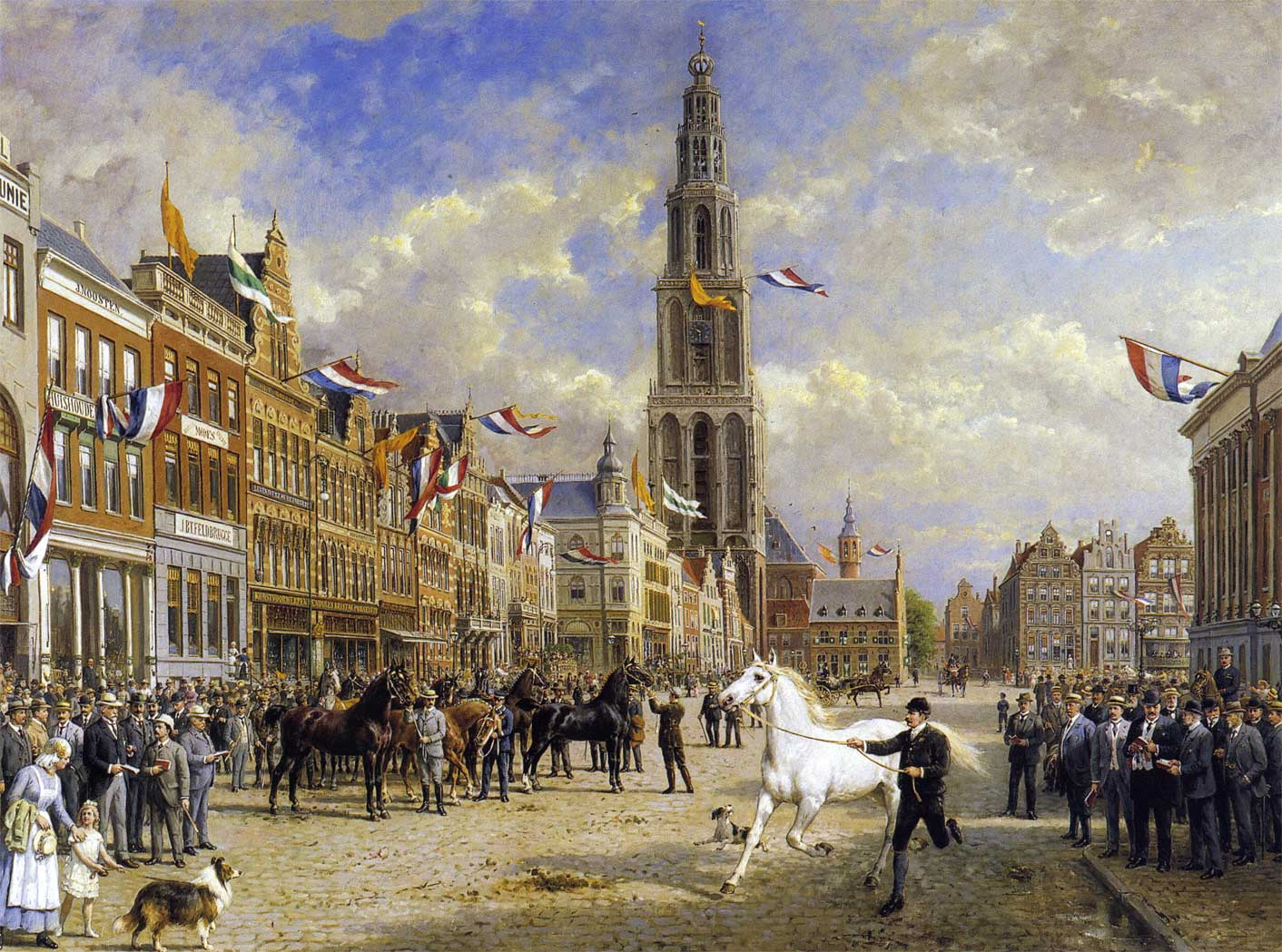
Martinikerk Otto Eerelman, 1920
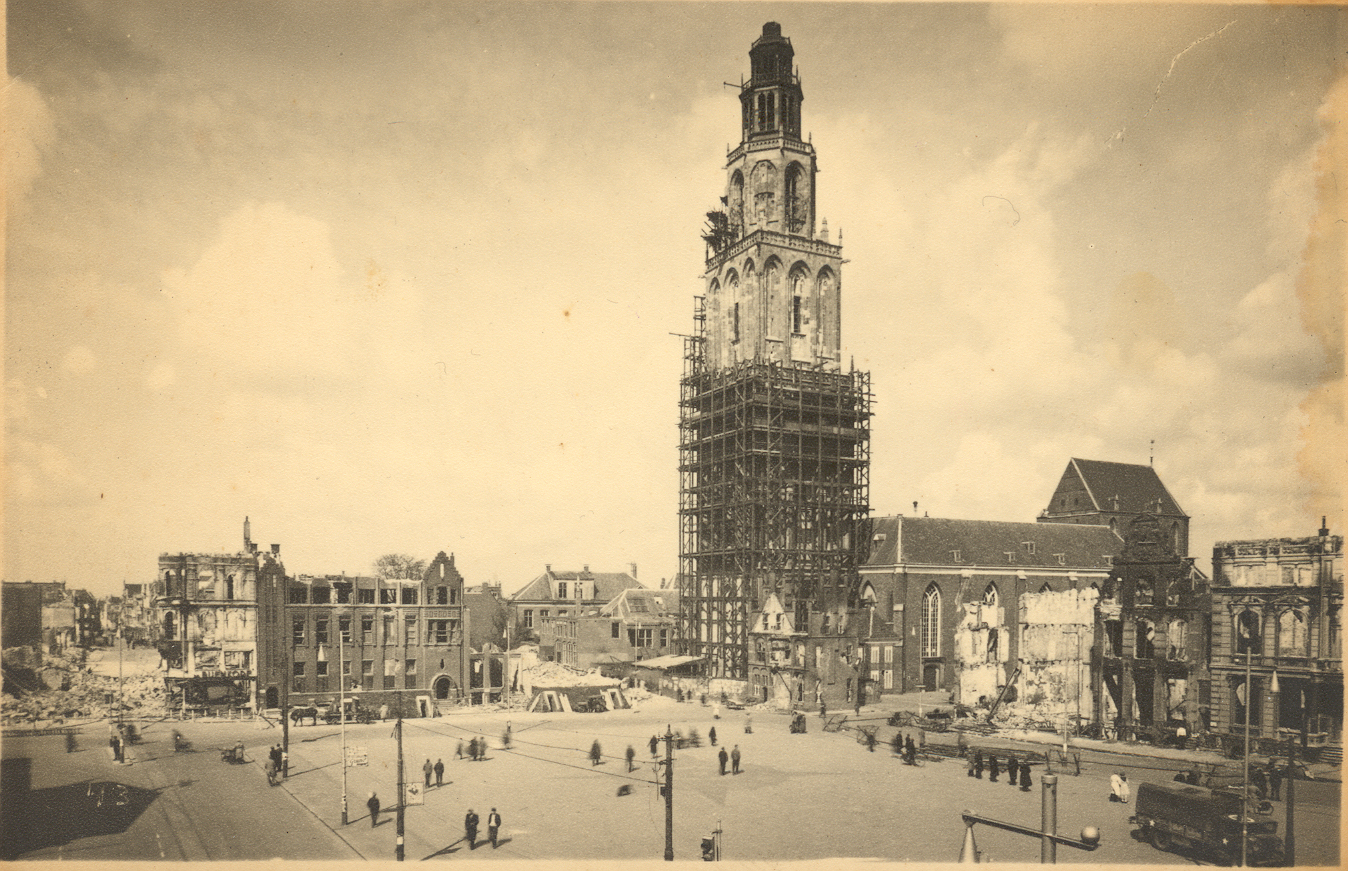
Martinikerk 1945
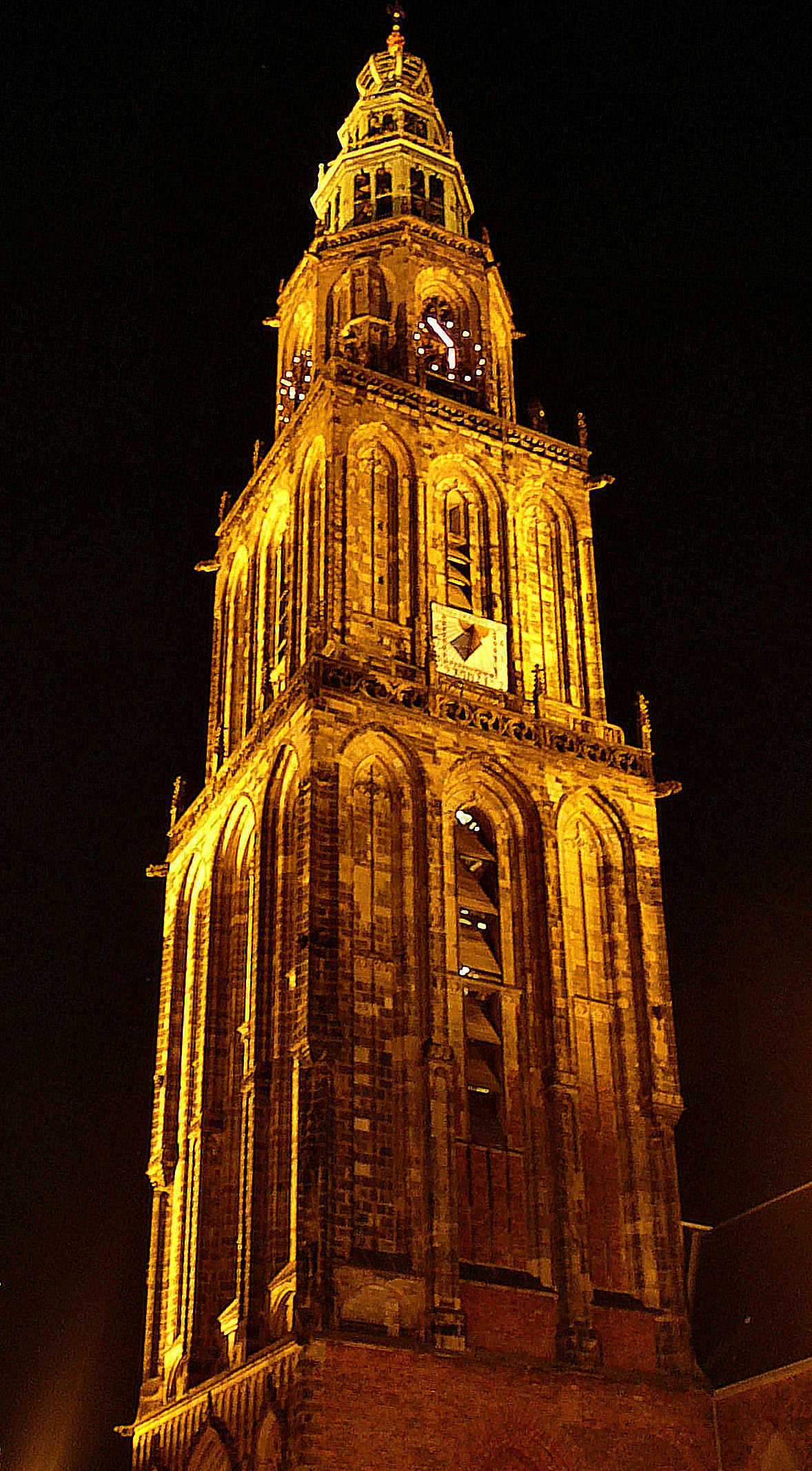
Martinitoren, de nuit